# روبرت إيدن سكوت
روبرت إيدن سكوت (بالإنجليزية: Robert Eden Scott)‏ هو سياسي أمريكي، ولد في 23 أبريل 1808 في الولايات المتحدة، وتوفي بنفس المكان في 3 مايو 1862. حزبياً، نشط في حزب اليمين.